# Професионална гимназия по компютърни технологии и системи
Националната професионална гимназия по компютърни технологии и системи (НПГ по КТС) е средно училище в гр. Правец, Софийска област, обучаващо компютърни специалисти в сферата на системното програмиране и хардуера. Училището е създадено през 1986 като Учебен квалификационен технологичен център по микропроцесорна техника и технологии (УКТЦ по МТТ).

## История
Училището е създадено като Учебен квалификационен технологичен център (УКТЦ), град Правец, през 1986 година с постановление на Министерския съвет. Целта е обучение на специалисти в областта на информационните технологии, необходими за произвежданите в град Правец 8 и 16 битови персонални компютри. То влиза в структурата на Държавното обединение „Микропроцесорни системи“.
През 2004 година, със заповед на МОН, името на училището е променено – Професионална гимназия по компютърни технологии и системи – град Правец при Технически Университет – София (ПГ по КТС – гр. Правец към ТУ-София), а през 2021 година, гимназията отпразнува своя 35-годишен юбилей, на който присъстваха бивши и настоящи възпитаници на училището.
Училището се управлява от научен ръководител, назначен от университета – проф. д-р Даниела Гоцева. Всички преподаватели и служители се назначават от Ректора на ТУ и са на щат към Технически университет – град София.

## Обучение
В НПГ по КТС се обучават ученици от цялата страна. Те се подготвят в атмосфера на изобретателност и академично развитие, което допринася и спомага за по-бързата им професионална адаптация. Високо квалифицираните преподаватели – професори, доценти и асистенти от факултета по Kомпютърни системи и управление на ТУ София осигуряват солидна база от знания в областта на електрониката и програмирането. В рамките на професионалната подготовка се изучават и дисциплини като Обектно ориентирано програмиране, компютърна графика и дизайн, софтуерно инженерство, компютърни мрежи, вградени системи, операционни системи  и други.
Курсът на обучение е 5 години. Учебният план включва и всички общообразователни предмети от държавните образователни изисквания. В гимназията се изучава интензивно английски език, а като втори чужд език – немски, руски, испански и китайски език. Подготовката по китайски език се провежда с гост лектор от институт "Конфуций" София.
След завършване на 12 клас и успешно издържани държавни зрелостни изпити, учениците получават диплома, с която могат да продължат образованието си във ВУЗ, както в Република България, така и в чужбина.
След защита на дипломен проект в областта на софтуерното осигуряване и хардуерната поддръжка, учениците получават свидетелство за професионална квалификация – трета степен по професиите „Системен програмист“.
Завършилите НПГ по КТС се ползват с предимство при кандидатстване за редица предпочитани специалности в Технически университет – София.

## Прием
Професионалната гимназия по компютърни технологии и системи е организационно свързана с Технологическото училище Електронни системи, София, като двете училища са в структурата на Техническия университет, София. За тях се кандидатства след завършен 7 клас по общия за страната ред (със задължителните за всички седмокласници тестове по Български език и по Математика), както и с допълнителен изпит по математика, който се провежда в ТУ, София. За училището в Правец допълнителния изпит е по желание, като ако на него ученикът изкара по-висока оценка от тази националния изпит тя се взема при образуване на бала за класиране на кандидатите.
Класирането се извърша по бал, сбор от:
- оценката от националния тест по български език и литература;
- оценката от националния тест по математика;
- удвоената оценка от допълнителния тест по информационни технологии /за явилите се на теста/ или удвоената оценка по информационни технологии от удостоверението за завършен VІІ клас – взема се тази оценка, която е по-висока;
- оценката по математика от удостоверението за завършен VІІ клас.

Повече информация за приема може да научите на официалния сайт на училището.

## Преподаватели
- Проф. д-р Павел Мартинов[неработеща препратка], основател и първи научен ръководител на училището
- Проф. д-р Даниела Гоцева, научен ръководител
- Николай Сираков, директор